# Copa Colombia 2013
La Copa Colombia 2013 (oficialmente y por motivos de patrocinio, Copa Postobón 2013) fue la undécima edición del torneo nacional de Copa organizado por la División Mayor del Fútbol Colombiano que enfrentó a los clubes de las categorías Primera A y Primera B del fútbol en Colombia.
En la asamblea de clubes de la División Mayor del Fútbol Colombiano se estableció que el campeonato mantendría el mismo sistema de la Copa Colombia 2012, con algunos cambios en los grupos.
La Copa Colombia, dio inicio el 13 de febrero y finalizó el 17 de noviembre. A Atlético Nacional, equipo campeón de la Copa, se le otorgó un cupo a la Copa Sudamericana 2014.

## Sistema de juego
Al igual que en las cuatro ediciones anteriores, los 36 equipos afiliados a la División Mayor del Fútbol Colombiano (Dimayor) toman parte del torneo, divididos en seis grupos con igual número de equipos que se enfrentarán todos contra todos en 10 fechas. Los dos primeros equipos de cada grupo, junto con los cuatro mejores terceros clasificarán a la siguiente fase.
Después, los dieciséis equipos clasificados en la Fase I jugarán la Fase II, formándose ocho llaves de dos equipos cada una, quienes disputarán partidos de ida y vuelta (octavos de final) de aquí en adelante siendo visitante en el partido de ida el equipo con más puntos hechos. Ocho saldrán eliminados, mientras los restantes buscarán cuatro cupos directos (Ganador llave 2 vs Ganador llave 6, Ganador llave 1 vs Ganador llave 5, Ganador llave 3 vs Ganador llave 7 y Ganador llave 4 vs Ganador llave 8) siendo esto los cuartos de final. Posteriormente los cuatro equipos se enfrentarán en semifinales (S1 vs S3 y S2 vs S4) y los vencedores disputarán la final del torneo.

## Datos de los clubes

### Equipos por departamentos
| Departamento       | N.º | Equipos                                                                                      |
| ------------------ | --- | -------------------------------------------------------------------------------------------- |
| Antioquia          | 5   | Atlético Nacional, Independiente Medellín, Envigado F. C., Itagüí F. C. y Deportivo Rionegro |
| Bogotá, D. C.      | 4   | Millonarios, Santa Fe, La Equidad y Bogotá F. C.                                             |
| Valle del Cauca    | 4   | América de Cali, Deportivo Cali, Cortuluá y Depor Aguablanca                                 |
| Atlántico          | 3   | Junior, Uniautónoma y Barranquilla F. C.                                                     |
| Santander          | 3   | Real Santander, Alianza Petrolera y Atlético Bucaramanga                                     |
| Boyacá             | 2   | Patriotas y Boyacá Chicó                                                                     |
| Cundinamarca       | 2   | Fortaleza y Expreso Rojo                                                                     |
| Nariño             | 1   | Deportivo Pasto                                                                              |
| Caldas             | 1   | Once Caldas                                                                                  |
| Magdalena          | 1   | Unión Magdalena                                                                              |
| Cauca              | 1   | Universitario                                                                                |
| Bolívar            | 1   | Real Cartagena                                                                               |
| Cesar              | 1   | Valledupar F. C.                                                                             |
| Huila              | 1   | Atlético Huila                                                                               |
| Meta               | 1   | Llaneros                                                                                     |
| Norte de Santander | 1   | Cúcuta Deportivo                                                                             |
| Quindío            | 1   | Deportes Quindío                                                                             |
| Risaralda          | 1   | Deportivo Pereira                                                                            |
| Córdoba            | 1   | Jaguares                                                                                     |
| Tolima             | 1   | Deportes Tolima                                                                              |

### Información de los participantes
| Equipo                 | Entrenador            | Ciudad          | Estadio                        | Capacidad | Posición 2012          |
| ---------------------- | --------------------- | --------------- | ------------------------------ | --------- | ---------------------- |
| Alianza Petrolera      | Guillermo Berrio      | Barrancabermeja | Santiago de las Atalayas       | 4.000     | Fase de grupos (21°)   |
| América de Cali        | Diego Umaña           | Cali            | Olímpico Pascual Guerrero      | 33.130    | Cuartos de final (5°)  |
| Atlético Bucaramanga   | Bernardo Redín        | Bucaramanga     | Alfonso López                  | 28.000    | Semifinales (4°)       |
| Atlético Huila         | Álvaro de Jesús Gómez | Neiva           | Guillermo Plazas Alcid         | 27.000    | Fase de grupos (23°)   |
| Atlético Nacional      | Juan Carlos Osorio    | Medellín        | Atanasio Girardot              | 40.943    | Campeón                |
| Barranquilla F. C.     | Richard Garcés        | Barranquilla    | Estadio Romelio Martínez       | 20.000    | Fase de grupos (26°)   |
| Bogotá F. C.           | Néstor Rodríguez      | Bogotá          | Metropolitano de Techo         | 12.000    | Octavos de final (12°) |
| Boyacá Chicó           | Alberto Gamero        | Tunja           | La Independencia               | 30.000    | Semifinales (3°)       |
| Cortuluá               | Fernando Velasco      | Tuluá           | Doce de Octubre                | 16.000    | Fase de grupos (29°)   |
| Cúcuta Deportivo       | Guillermo Sanguinetti | Cúcuta          | General Santander              | 42.600    | Cuartos de final (6°)  |
| Depor Aguablanca       | Jhon Jairo López      | Cali            | Olímpico Pascual Guerrero      | 33.130    | Fase de grupos (31°)   |
| Deportes Quindío       | Eduardo Rodríguez     | Armenia         | Centenario de Armenia          | 20.716    | Fase de grupos (19°)   |
| Deportes Tolima        | Carlos Castro         | Ibagué          | Manuel Murillo Toro            | 37.000    | Cuartos de final (7°)  |
| Deportivo Cali         | Leonel Álvarez        | Cali            | Estadio Deportivo Cali         | 55.380    | Octavos de final (15°) |
| Deportivo Pasto        | Flabio Torres         | Pasto           | Departamental Libertad         | 27.380    | Subcampeón             |
| Deportivo Pereira      | Jesús Barrios         | Pereira         | Hernán Ramírez Villegas        | 31.192    | Fase de grupos (28°)   |
| Deportivo Rionegro     | Álvaro Hernández      | Rionegro        | Alberto Grisales               | 9.000     | Fase de grupos (30°)   |
| Envigado F. C.         | Pedro Sarmiento       | Envigado        | Polideportivo Sur              | 12.000    | Fase de grupos (32°)   |
| Expreso Rojo           | John Jairo Bodmer     | Soacha          | Jorge Torres Rocha             | 8000      | Fase de grupos (35°)   |
| Fortaleza              | Roberto Vidales       | Zipaquirá       | Municipal Los Zipas            | 8000      | Fase de grupos (20°)   |
| Independiente Medellín | Óscar Pérez           | Medellín        | Atanasio Girardot              | 40.943    | Fase de grupos (18°)   |
| Itagüí F. C.           | Jorge Luis Bernal     | Itagüí          | Metropolitano Ciudad de Itagüí | 12.000    | Octavos de final (11°) |
| Jaguares               | Álvaro Zuluaga        | Montería        | Municipal de Montería          | 8000      | Fase de grupos (24°)   |
| Junior                 | Alexis García         | Barranquilla    | Metropolitano Roberto Meléndez | 46.788    | Cuartos de final (8°)  |
| La Equidad             | Néstor Otero          | Bogotá          | Metropolitano de Techo         | 10.000    | Octavos de final (10°) |
| Llaneros               | Alberto Rujana        | Villavicencio   | Manuel Calle Lombana           | 15.000    | Fase de grupos (22°)   |
| Millonarios            | Hernán Torres         | Bogotá          | Nemesio Camacho El Campín      | 36.343    | Fase de grupos (27°)   |
| Once Caldas            | Santiago Escobar      | Manizales       | Palogrande                     | 28.678    | Octavos de final (16°) |
| Patriotas              | Arturo Reyes          | Tunja           | La Independencia               | 30.000    | Fase de grupos (17°)   |
| Real Cartagena         | José Fernando Santa   | Cartagena       | Olímpico Jaime Morón León      | 16.068    | Fase de grupos (25°)   |
| Real Santander         | Víctor Hugo González  | Floridablanca   | Alfonso López                  | 28.000    | Fase de grupos (34°)   |
| Santa Fe               | Wilson Gutiérrez      | Bogotá          | Nemesio Camacho El Campín      | 36.343    | Octavos de final (14°) |
| Uniautónoma            | José Rodríguez        | Barranquilla    | Marcos Henríquez               | 5.000     | Octavos de final (9°)  |
| Unión Magdalena        | Víctor González Scott | Santa Marta     | Eduardo Santos                 | 23.000    | Fase de grupos (36°)   |
| Universitario          | William Libreros      | Popayán         | Ciro López                     | 5.000     | Fase de grupos (33°)   |
| Valledupar F. C.       | Hugo Arrieta          | Valledupar      | Armando Maestre Pavajeau       | 15.000    | Octavos de final (13°) |

## Fase de grupos regionales
En esta fase, los 36 equipos participantes se dividen en seis grupos, en cada uno se agrupan los equipos según la región geográfica a la que pertenece cada club. En cada grupo se ubican seis equipos, los cuales juegan 10 partidos, de ida y vuelta, en el formato de todos contra todos. Los equipos que se ubiquen en el 1° y 2° puesto avanzan a los Octavos de final; asimismo, avanzarán los cuatro mejores equipos que se ubiquen en el tercer lugar de su grupo.
|  |                                                      |
|  | Clasificado a Octavos de final.                      |
|  | Clasificado, como mejor tercero, a Octavos de final. |
|  | Eliminados                                           |

### Grupo A
| Equipo             | PJ | PG | PE | PP | GF | GC | Dif. | Pts. |
| ------------------ | -- | -- | -- | -- | -- | -- | ---- | ---- |
| Real Cartagena     | 10 | 6  | 3  | 1  | 22 | 9  | 13   | 21   |
| Unión Magdalena    | 10 | 5  | 4  | 1  | 17 | 14 | 3    | 19   |
| Junior             | 10 | 4  | 6  | 0  | 17 | 6  | 11   | 18   |
| Uniautónoma        | 10 | 2  | 3  | 5  | 13 | 16 | -3   | 9    |
| Valledupar F. C.   | 10 | 1  | 4  | 5  | 6  | 19 | -13  | 7    |
| Barranquilla F. C. | 10 | 0  | 4  | 6  | 6  | 17 | -11  | 4    |

| Resultados | Resultados     | Resultados   | Resultados | Resultados   | Resultados | Resultados   | Resultados  | Resultados   | Resultados | Resultados   | Resultados | Resultados   | Resultados |
| Jornada    | Fecha          | Local        |            | Visitante    | Hora       | Local        |             | Visitante    | Hora       | Local        |            | Visitante    | Hora       |
| ---------- | -------------- | ------------ | ---------- | ------------ | ---------- | ------------ | ----------- | ------------ | ---------- | ------------ | ---------- | ------------ | ---------- |
| Fecha 1    | 13 de febrero  | Uniautónoma  | 1: 1       | Junior       | 15:00      | Magdalena    | 1: 0        | Barranquilla | 15:30      | Valledupar   | 0: 1       | Cartagena    | 19:30      |
| Fecha 2    | 6/7 de marzo   | Cartagena    | 5: 1       | Magdalena    | 19:30      | Junior       | 6: 0        | Valledupar   | 15:30      | Barranquilla | 1: 1       | Uniautónoma  | 17:30      |
| Fecha 3    | 13/14 de marzo | Junior       | 0: 0       | Barranquilla | 15:30      | Valledupar   | 1: 1        | Magdalena    | 15:45      | Uniautónoma  | 1: 2       | Cartagena    | 15:00      |
| Fecha 4    | 20/21 de marzo | Valledupar   | 1: 1       | Barranquilla | 15:30      | Magdalena    | 2: 1        | Uniautónoma  | 15:30      | Cartagena    | 1: 2       | Junior       | 19:45      |
| Fecha 5    | 10 de abril    | Uniautónoma  | 1: 0       | Valledupar   | 15:00      | Barranquilla | 1: 2        | Cartagena    | 17:30      | Junior       | 1: 1       | Magdalena    | 19:30      |
| Fecha 6    | 24/25 de abril | Barranquilla | 2: 3       | Magdalena    | 15:00      | Junior       | 3: 1        | Uniautónoma  | 17:30      | Cartagena    | 2: 2       | Valledupar   | 19:30      |
| Fecha 7    | 2 de mayo      | Uniautónoma  | 1: 1       | Barranquilla | 15:00      | Magdalena    | 0: 0        | Cartagena    | 15:30      | Valledupar   | 0: 0       | Junior       | 19:30      |
| Fecha 8    | 8 de mayo      | Barranquilla | 0: 2       | Junior       | 15:00      | Magdalena    | 4: 1        | Valledupar   | 15:30      | Cartagena    | 3: 1       | Uniautónoma  | 19:30      |
| Fecha 9    | 22 de mayo     | Uniautónoma  | 2: 3       | Magdalena    | 15:00      | Junior       | 1: 1        | Cartagena    | 15:30      | Barranquilla | 0: 1       | Valledupar   | 17:30      |
| Fecha 10   | 29 de mayo     | Magdalena    | 1: 1       | Junior       | 15:30      | Valledupar   | 0: 3 (W.O.) | Uniautónoma  | 15:30      | Cartagena    | 5: 0       | Barranquilla | 19:30      |

### Grupo B
| Equipo             | PJ | PG | PE | PP | GF | GC | Dif. | Pts. |
| ------------------ | -- | -- | -- | -- | -- | -- | ---- | ---- |
| Atlético Nacional  | 10 | 6  | 1  | 3  | 18 | 9  | 9    | 19   |
| Indep. Medellín    | 10 | 4  | 3  | 3  | 12 | 12 | 0    | 15   |
| Deportivo Rionegro | 10 | 3  | 5  | 2  | 10 | 9  | 1    | 14   |
| Itagüí F. C.       | 10 | 4  | 2  | 4  | 8  | 11 | -3   | 14   |
| Envigado F. C.     | 10 | 2  | 4  | 4  | 9  | 11 | -2   | 10   |
| Jaguares           | 10 | 1  | 5  | 4  | 9  | 14 | -5   | 8    |

| Resultados | Resultados    | Resultados | Resultados | Resultados | Resultados | Resultados | Resultados | Resultados | Resultados | Resultados | Resultados | Resultados | Resultados |
| Jornada    | Fecha         | Local      |            | Visitante  | Hora       | Local      |            | Visitante  | Hora       | Local      |            | Visitante  | Hora       |
| ---------- | ------------- | ---------- | ---------- | ---------- | ---------- | ---------- | ---------- | ---------- | ---------- | ---------- | ---------- | ---------- | ---------- |
| Fecha 1    | 13 de febrero | Envigado   | 2: 0       | Jaguares   | 15:30      | Rionegro   | 0: 0       | Medellín   | 19:00      | Nacional   | 4: 0       | Itagüí     | 19:45      |
| Fecha 2    | 6 de marzo    | Itagüí     | 1: 2       | Rionegro   | 15:00      | Jaguares   | 1: 1       | Nacional   | 19:30      | Medellín   | 2: 1       | Envigado   | 19:30      |
| Fecha 3    | 13 de marzo   | Itagüí     | 1: 1       | Jaguares   | 15:00      | Rionegro   | 1: 0       | Envigado   | 19:00      | Nacional   | 5: 2       | Medellín   | 19:45      |
| Fecha 4    | 20 de marzo   | Rionegro   | 0: 0       | Jaguares   | 19:00      | Medellín   | 1: 0       | Itagüí     | 19:30      | Envigado   | 0: 1       | Nacional   | 19:30      |
| Fecha 5    | 9/10 de abril | Nacional   | 3: 1       | Rionegro   | 19:45      | Itagüí     | 1: 1       | Envigado   | 15:30      | Jaguares   | 0: 1       | Medellín   | 19:30      |
| Fecha 6    | 24 de abril   | Itagüí     | 0: 2       | Nacional   | 15:00      | Jaguares   | 2: 2       | Envigado   | 19:30      | Medellín   | 1: 1       | Rionegro   | 19:45      |
| Fecha 7    | 1 de mayo     | Envigado   | 1: 1       | Medellín   | 15:15      | Nacional   | 2: 0       | Jaguares   | 17:30      | Rionegro   | 0: 1       | Itagüí     | 19:00      |
| Fecha 8    | 8 de mayo     | Envigado   | 1: 1       | Rionegro   | 15:30      | Jaguares   | 0: 1       | Itagüí     | 19:30      | Medellín   | 2: 0       | Nacional   | 19:45      |
| Fecha 9    | 22 de mayo    | Itagüí     | 1: 0       | Medellín   | 15:30      | Jaguares   | 2: 2       | Rionegro   | 19:30      | Nacional   | 0: 1       | Envigado   | 19:30      |
| Fecha 10   | 29 de mayo    | Rionegro   | 2: 0       | Nacional   | 19:00      | Medellín   | 2: 3       | Jaguares   | 19:30      | Envigado   | 0: 2       | Itagüí     | 19:30      |

### Grupo C
| Equipo               | PJ | PG | PE | PP | GF | GC | Dif. | Pts. |
| -------------------- | -- | -- | -- | -- | -- | -- | ---- | ---- |
| Boyacá Chicó         | 10 | 5  | 3  | 2  | 15 | 10 | 5    | 18   |
| Alianza Petrolera    | 10 | 5  | 2  | 3  | 16 | 9  | 7    | 17   |
| Atlético Bucaramanga | 10 | 5  | 2  | 3  | 13 | 11 | 2    | 17   |
| Cúcuta Deportivo     | 10 | 4  | 1  | 5  | 10 | 18 | -8   | 13   |
| Patriotas            | 10 | 3  | 3  | 4  | 10 | 9  | 1    | 12   |
| Real Santander       | 10 | 2  | 1  | 7  | 8  | 15 | -7   | 7    |

| Resultados | Resultados     | Resultados   | Resultados | Resultados   | Resultados | Resultados   | Resultados | Resultados   | Resultados | Resultados   | Resultados | Resultados   | Resultados |
| Jornada    | Fecha          | Local        |            | Visitante    | Hora       | Local        |            | Visitante    | Hora       | Local        |            | Visitante    | Hora       |
| ---------- | -------------- | ------------ | ---------- | ------------ | ---------- | ------------ | ---------- | ------------ | ---------- | ------------ | ---------- | ------------ | ---------- |
| Fecha 1    | 13 de febrero  | Alianza      | 4: 2       | Santander    | 15:00      | Boyacá Chicó | 1: 1       | Cúcuta       | 15:30      | Bucaramanga  | 2: 1       | Patriotas    | 15:30      |
| Fecha 2    | 5/6 de marzo   | Santander    | 1: 2       | Boyacá Chicó | 15:30      | Patriotas    | 0: 0       | Alianza      | 15:30      | Cúcuta       | 2: 1       | Bucaramanga  | 19:30      |
| Fecha 3    | 13 de marzo    | Bucaramanga  | 2: 1       | Alianza      | 15:30      | Boyacá Chicó | 1: 0       | Patriotas    | 15:30      | Cúcuta       | 0: 2       | Santander    | 15:30      |
| Fecha 4    | 20/23 de marzo | Patriotas    | 2: 1       | Cúcuta       | 15:30      | Bucaramanga  | 1: 0       | Santander    | 20:00      | Alianza      | 0: 0       | Boyacá Chicó | 15:00      |
| Fecha 5    | 10 de abril    | Santander    | 0: 0       | Patriotas    | 15:30      | Cúcuta       | 0: 4       | Alianza      | 15:30      | Boyacá Chicó | 2: 0       | Bucaramanga  | 15:30      |
| Fecha 6    | 24 de abril    | Cúcuta       | 2: 1       | Boyacá Chicó | 15:30      | Santander    | 2: 1       | Alianza      | 15:30      | Patriotas    | 1: 1       | Bucaramanga  | 15:30      |
| Fecha 7    | 1/2 de mayo    | Boyacá Chicó | 2: 1       | Santander    | 19:30      | Bucaramanga  | 3: 1       | Cúcuta       | 20:00      | Alianza      | 1: 0       | Patriotas    | 15:00      |
| Fecha 8    | 8/9 de mayo    | Santander    | 0: 1       | Cúcuta       | 15:30      | Patriotas    | 2: 1       | Boyacá Chicó | 15:30      | Alianza      | 1: 0       | Bucaramanga  | 15:00      |
| Fecha 9    | 22 de mayo     | Santander    | 0: 1       | Bucaramanga  | 15:30      | Cúcuta       | 2: 1       | Patriotas    | 15:30      | Boyacá Chicó | 3: 1       | Alianza      | 15:30      |
| Fecha 10   | 29 de mayo     | Alianza      | 3: 0       | Cúcuta       | 15:00      | Patriotas    | 3: 0       | Santander    | 15:30      | Bucaramanga  | 2: 2       | Boyacá Chicó | 19:30      |

### Grupo D
| Equipo       | PJ | PG | PE | PP | GF | GC | Dif. | Pts. |
| ------------ | -- | -- | -- | -- | -- | -- | ---- | ---- |
| Millonarios  | 10 | 5  | 5  | 0  | 21 | 10 | 11   | 20   |
| Santa Fe     | 10 | 3  | 6  | 1  | 10 | 8  | 2    | 15   |
| Llaneros     | 10 | 4  | 3  | 3  | 9  | 11 | -2   | 15   |
| Expreso Rojo | 10 | 4  | 2  | 4  | 10 | 12 | -2   | 14   |
| La Equidad   | 10 | 3  | 3  | 4  | 9  | 9  | 0    | 12   |
| Bogotá F. C. | 10 | 0  | 3  | 7  | 8  | 17 | -9   | 3    |

| Resultados | Resultados       | Resultados  | Resultados | Resultados | Resultados | Resultados  | Resultados | Resultados  | Resultados | Resultados  | Resultados | Resultados  | Resultados |
| Jornada    | Fecha            | Local       |            | Visitante  | Hora       | Local       |            | Visitante   | Hora       | Local       |            | Visitante   | Hora       |
| ---------- | ---------------- | ----------- | ---------- | ---------- | ---------- | ----------- | ---------- | ----------- | ---------- | ----------- | ---------- | ----------- | ---------- |
| Fecha 1    | 13 de febrero    | Llaneros    | 2: 1       | Bogotá     | 15:30      | La Equidad  | 0: 1       | Santa Fe    | 15:30      | Millonarios | 5: 1       | Expreso     | 19:00      |
| Fecha 2    | 7 de marzo       | Santa Fe    | 0: 0       | Llaneros   | 15:00      | Bogotá      | 1: 3       | Millonarios | 15:30      | Expreso     | 0: 1       | La Equidad  | 15:00      |
| Fecha 3    | 13/14 de marzo   | Millonarios | 1: 1       | Santa Fe   | 19:30      | Expreso     | 2: 1       | Bogotá      | 15:00      | La Equidad  | 0: 0       | Llaneros    | 15:15      |
| Fecha 4    | 20/21 de marzo   | Santa Fe    | 1: 0       | Expreso    | 15:00      | La Equidad  | 0: 0       | Bogotá      | 15:15      | Llaneros    | 1: 1       | Millonarios | 15:30      |
| Fecha 5    | 10 de abril      | Expreso     | 2: 0       | Llaneros   | 15:00      | Bogotá      | 0: 1       | Santa Fe    | 15:30      | La Equidad  | 1: 2       | Millonarios | 19:30      |
| Fecha 6    | 25 de abril      | Bogotá      | 0: 1       | Llaneros   | 15:00      | Santa Fe    | 1: 1       | La Equidad  | 15:00      | Expreso     | 0: 0       | Millonarios | 15:00      |
| Fecha 7    | 1, 2 y 3 de mayo | La Equidad  | 1: 0       | Expreso    | 15:30      | Millonarios | 2: 2       | Bogotá      | 19:00      | Llaneros    | 2: 1       | Santa Fe    | 15:30      |
| Fecha 8    | 8/9 de mayo      | Llaneros    | 2: 1       | La Equidad | 15:30      | Santa Fe    | 1: 1       | Millonarios | 19:45      | Bogotá      | 1: 2       | Expreso     | 15:00      |
| Fecha 9    | 22 de mayo       | Bogotá      | 1: 3       | La Equidad | 15:00      | Millonarios | 4: 1       | Llaneros    | 19:30      | Expreso     | 2: 2       | Santa Fe    | 15:00      |
| Fecha 10   | 29 de mayo       | Santa Fe    | 1: 1       | Bogotá     | 15:00      | Llaneros    | 0: 1       | Expreso     | 15:00      | Millonarios | 2: 1       | La Equidad  | 19:45      |

### Grupo E
| Equipo           | PJ | PG | PE | PP | GF | GC | Dif. | Pts. |
| ---------------- | -- | -- | -- | -- | -- | -- | ---- | ---- |
| Deportivo Cali   | 10 | 4  | 5  | 1  | 12 | 6  | 6    | 17   |
| América de Cali  | 10 | 4  | 3  | 3  | 9  | 6  | 3    | 15   |
| Deportivo Pasto  | 10 | 4  | 3  | 3  | 7  | 7  | 0    | 15   |
| Depor Aguablanca | 10 | 3  | 3  | 4  | 9  | 13 | -4   | 12   |
| Cortuluá         | 10 | 1  | 8  | 1  | 9  | 7  | 2    | 11   |
| Universitario    | 10 | 1  | 4  | 5  | 8  | 15 | -7   | 7    |

| Resultados | Resultados       | Resultados    | Resultados | Resultados    | Resultados | Resultados | Resultados | Resultados    | Resultados | Resultados    | Resultados | Resultados    | Resultados |
| Jornada    | Fecha            | Local         |            | Visitante     | Hora       | Local      |            | Visitante     | Hora       | Local         |            | Visitante     | Hora       |
| ---------- | ---------------- | ------------- | ---------- | ------------- | ---------- | ---------- | ---------- | ------------- | ---------- | ------------- | ---------- | ------------- | ---------- |
| Fecha 1    | 13/14 de febrero | Cortuluá      | 1: 1       | Pasto         | 15:30      | Depor      | 1: 4       | Cali          | 19:30      | América       | 2: 2       | Universitario | 19:45      |
| Fecha 2    | 6 de marzo       | Pasto         | 1: 0       | América       | 19:30      | Cali       | 1: 1       | Cortuluá      | 19:30      | Universitario | 1: 3       | Depor         | 11:30      |
| Fecha 3    | 13 de marzo      | Depor         | 0: 0       | Cortuluá      | 18:00      | América    | 2: 0       | Cali          | 20:00      | Pasto         | 1: 0       | Universitario | 15:30      |
| Fecha 4    | 20 de marzo      | Depor         | 1: 0       | Pasto         | 17:30      | Cali       | 0: 0       | Universitario | 20:00      | Cortuluá      | 0: 0       | América       | 20:00      |
| Fecha 5    | 10/11 de abril   | Cortuluá      | 3: 0       | Universitario | 15:30      | Pasto      | 0: 1       | Cali          | 19:30      | América       | 1: 0       | Depor         | 19:30      |
| Fecha 6    | 24/25 de abril   | Pasto         | 1: 1       | Cortuluá      | 19:30      | Cali       | 3: 0       | Depor         | 19:30      | Universitario | 1: 0       | América       | 11:30      |
| Fecha 7    | 1/2 de mayo      | Cortuluá      | 0: 0       | Cali          | 15:30      | Depor      | 2: 1       | Universitario | 17:00      | América       | 2: 0       | Pasto         | 19:30      |
| Fecha 8    | 8/9 de mayo      | Universitario | 0: 1       | Pasto         | 11:30      | Cali       | 1: 0       | América       | 19:30      | Cortuluá      | 1: 1       | Depor         | 15:30      |
| Fecha 9    | 22 de mayo       | Universitario | 1: 1       | Cali          | 11:30      | Pasto      | 1: 0       | Depor         | 15:30      | América       | 1: 0       | Cortuluá      | 19:45      |
| Fecha 10   | 29/30 de mayo    | Universitario | 2: 2       | Cortuluá      | 11:30      | Cali       | 1: 1       | Pasto         | 19:30      | Depor         | 1: 1       | América       | 19:30      |

### Grupo F
| Equipo            | PJ | PG | PE | PP | GF | GC | Dif. | Pts. |
| ----------------- | -- | -- | -- | -- | -- | -- | ---- | ---- |
| Deportes Quindío  | 10 | 4  | 6  | 0  | 17 | 11 | 6    | 18   |
| Fortaleza         | 10 | 4  | 3  | 3  | 11 | 9  | 2    | 15   |
| Deportes Tolima   | 10 | 4  | 3  | 3  | 18 | 18 | 0    | 15   |
| Deportivo Pereira | 10 | 3  | 5  | 2  | 15 | 11 | 4    | 14   |
| Once Caldas       | 10 | 3  | 3  | 4  | 16 | 17 | -1   | 12   |
| Atlético Huila    | 10 | 1  | 2  | 7  | 7  | 18 | -11  | 5    |

| Resultados | Resultados       | Resultados  | Resultados  | Resultados  | Resultados | Resultados  | Resultados  | Resultados  | Resultados | Resultados  | Resultados  | Resultados  | Resultados |
| Jornada    | Fecha            | Local       |             | Visitante   | Hora       | Local       |             | Visitante   | Hora       | Local       |             | Visitante   | Hora       |
| ---------- | ---------------- | ----------- | ----------- | ----------- | ---------- | ----------- | ----------- | ----------- | ---------- | ----------- | ----------- | ----------- | ---------- |
| Fecha 1    | 13/28 de febrero | Quindío     | 1: 0        | Once Caldas | 15:30      | Tolima      | 5: 0        | Fortaleza   | 15:30      | Pereira     | 2: 0        | Huila       | 19:30      |
| Fecha 2    | 6 de marzo       | Fortaleza   | 1: 1        | Quindío     | 15:00      | Huila       | 2: 0        | Tolima      | 15:30      | Once Caldas | 4: 4        | Pereira     | 19:45      |
| Fecha 3    | 13 de marzo      | Fortaleza   | 2: 0        | Huila       | 15:00      | Tolima      | 2: 1        | Once Caldas | 15:30      | Quindío     | 1: 0        | Pereira     | 15:30      |
| Fecha 4    | 20 de marzo      | Quindío     | 3: 2        | Huila       | 17:30      | Once Caldas | 0: 3 (W.O.) | Fortaleza   | —          | Pereira     | 3: 0 (W.O.) | Tolima      | —          |
| Fecha 5    | 10/11 de abril   | Huila       | 0: 1        | Once Caldas | 15:30      | Tolima      | 3: 3        | Quindío     | 15:30      | Fortaleza   | 1: 0        | Pereira     | 15:00      |
| Fecha 6    | 24/25 de abril   | Once Caldas | 1: 1        | Quindío     | 19:30      | Huila       | 1: 1        | Pereira     | 19:45      | Fortaleza   | 0: 1        | Tolima      | 15:00      |
| Fecha 7    | 1° de mayo       | Quindío     | 1: 1        | Fortaleza   | 15:30      | Tolima      | 3: 2        | Huila       | 15:30      | Pereira     | 2: 2        | Once Caldas | 15:30      |
| Fecha 8    | 7/8 de mayo      | Pereira     | 1: 1        | Quindío     | 15:30      | Huila       | 0: 0        | Fortaleza   | 15:30      | Once Caldas | 4: 1        | Tolima      | 19:30      |
| Fecha 9    | 22 de mayo       | Fortaleza   | 3: 0 (W.O.) | Once Caldas | 15:00      | Huila       | 0: 3        | Quindío     | 15:30      | Tolima      | 1: 1        | Pereira     | 15:30      |
| Fecha 10   | 29 de mayo       | Pereira     | 1: 0        | Fortaleza   | 15:30      | Quindío     | 2: 2        | Tolima      | 15:30      | Once Caldas | 3: 0        | Huila       | 19:30      |

### Tabla de terceros lugares
Los cuatro mejores equipos que ocuparon el tercer lugar en cada uno de sus grupos avanzaron a octavos de final. Los cuatro clasificados, fueron ordenados para definir su posición entre los mejores terceros. En orden ascendente del Grupo A al Grupo F, se ordenaron alfabética los equipos clasificados. Cabe destacar, que entre los cuatro mejores terceros, no se tuvo en cuenta sus puntos obtenidos para definir su lugar entre estos cuatro clasificados. De tal forma, así se posicionaron los mejores terceros:
| Pos. | Grupo | Equipo               | PJ | PG | PE | PP | GF | GC | Dif. | Pts. |
| ---- | ----- | -------------------- | -- | -- | -- | -- | -- | -- | ---- | ---- |
| 1.   | A     | Junior               | 10 | 4  | 6  | 0  | 17 | 6  | 11   | 18   |
| 2.   | C     | Atlético Bucaramanga | 10 | 5  | 2  | 3  | 13 | 11 | 2    | 17   |
| 3.   | E     | Deportivo Pasto      | 10 | 4  | 3  | 3  | 7  | 7  | 0    | 15   |
| 4.   | F     | Deportes Tolima      | 10 | 4  | 3  | 3  | 18 | 18 | 0    | 15   |
| 5.   | D     | Llaneros             | 10 | 4  | 3  | 3  | 9  | 11 | -2   | 15   |
| 6.   | B     | Deportivo Rionegro   | 10 | 3  | 5  | 2  | 10 | 9  | 1    | 14   |

## Fases de eliminación directa
- La hora de cada encuentro corresponde al huso horario que rige a Colombia (UTC-5)

Las fases de eliminación directa o fases finales, corresponden a la Segunda fase, Tercera fase, Semifinales y Final, en las cuales se juegan partidos de ida y vuelta, a eliminación directa. Las llaves, fueron distribuidas previamente acorde a los parámetros establecidos por la Dimayor.

### Cuadro
|  | Octavos de final               | Octavos de final               | Octavos de final               |                        |   | Cuartos de final       | Cuartos de final       | Cuartos de final       |  |  | Semifinales        | Semifinales        | Semifinales        |  |  | Final                             | Final                             | Final                             |
|  | 7 de agosto al 4 de septiembre | 7 de agosto al 4 de septiembre | 7 de agosto al 4 de septiembre |                        |   | 11 al 18 de septiembre | 11 al 18 de septiembre | 11 al 18 de septiembre |  |  | 9 al 16 de octubre | 9 al 16 de octubre | 9 al 16 de octubre |  |  | 13 de noviembre y 17 de noviembre | 13 de noviembre y 17 de noviembre | 13 de noviembre y 17 de noviembre |
|  |                                |                                |                                |                        |   |                        |                        |                        |  |  |                    |                    |                    |  |  |                                   |                                   |                                   |
|  |                                |                                |                                |                        |   |                        |                        |                        |  |  |                    |                    |                    |  |  |                                   |                                   |                                   |
|  |                                |                                |                                |                        |   |                        |                        |                        |  |  |                    |                    |                    |  |  |                                   |                                   |                                   |
|  | Atlético Nacional              | 3                              | 1                              |                        |   |                        |                        |                        |  |  |                    |                    |                    |  |  |                                   |                                   |                                   |
|  | Atlético Nacional              | 3                              | 1                              |                        |   |                        |                        |                        |  |  |                    |                    |                    |  |  |                                   |                                   |                                   |
|  | Deportivo Pasto                | 0                              | 0                              |                        |   |                        |                        |                        |  |  |                    |                    |                    |  |  |                                   |                                   |                                   |
|  | Deportivo Pasto                | 0                              | 0                              | Atlético Nacional      | 1 | 1                      |                        |                        |  |  |                    |                    |                    |  |  |                                   |                                   |                                   |
|  |                                |                                |                                |                        | 1 | 1                      |                        |                        |  |  |                    |                    |                    |  |  |                                   |                                   |                                   |
|  |                                | Deportes Quindío               | 0                              | 0                      |   |                        |                        |                        |  |  |                    |                    |                    |  |  |                                   |                                   |                                   |
|  | Deportes Quindío               | Deportes Quindío               | 0                              | 0                      | 2 | 1                      |                        |                        |  |  |                    |                    |                    |  |  |                                   |                                   |                                   |
|  | Deportes Quindío               |                                |                                |                        | 2 | 1                      |                        |                        |  |  |                    |                    |                    |  |  |                                   |                                   |                                   |
|  | Indep. Medellín                | 0                              | 1                              |                        |   |                        |                        |                        |  |  |                    |                    |                    |  |  |                                   |                                   |                                   |
|  | Indep. Medellín                | 0                              | 1                              | Atlético Nacional      | 2 | 1                      |                        |                        |  |  |                    |                    |                    |  |  |                                   |                                   |                                   |
|  |                                |                                |                                |                        | 2 | 1                      |                        |                        |  |  |                    |                    |                    |  |  |                                   |                                   |                                   |
|  |                                | Alianza Petrolera              | 0                              | 0                      |   |                        |                        |                        |  |  |                    |                    |                    |  |  |                                   |                                   |                                   |
|  | Boyacá Chicó                   | Alianza Petrolera              | 0                              | 0                      | 1 | 2                      |                        |                        |  |  |                    |                    |                    |  |  |                                   |                                   |                                   |
|  | Boyacá Chicó                   |                                |                                |                        | 1 | 2                      |                        |                        |  |  |                    |                    |                    |  |  |                                   |                                   |                                   |
|  | Deportes Tolima                | 2                              | 2                              |                        |   |                        |                        |                        |  |  |                    |                    |                    |  |  |                                   |                                   |                                   |
|  | Deportes Tolima                | 2                              | 2                              | Alianza Petrolera (p.) | 1 | 1 (5)                  |                        |                        |  |  |                    |                    |                    |  |  |                                   |                                   |                                   |
|  |                                |                                |                                |                        | 1 | 1 (5)                  |                        |                        |  |  |                    |                    |                    |  |  |                                   |                                   |                                   |
|  |                                | Deportes Tolima                | 2                              | 0 (4)                  |   |                        |                        |                        |  |  |                    |                    |                    |  |  |                                   |                                   |                                   |
|  | Alianza Petrolera (p.)         | Deportes Tolima                | 2                              | 0 (4)                  | 0 | 2 (5)                  |                        |                        |  |  |                    |                    |                    |  |  |                                   |                                   |                                   |
|  | Alianza Petrolera (p.)         |                                |                                |                        | 0 | 2 (5)                  |                        |                        |  |  |                    |                    |                    |  |  |                                   |                                   |                                   |
|  | Santa Fe                       | 0                              | 2 (4)                          |                        |   |                        |                        |                        |  |  |                    |                    |                    |  |  |                                   |                                   |                                   |
|  | Santa Fe                       | 0                              | 2 (4)                          | Atlético Nacional      | 2 | 1                      |                        |                        |  |  |                    |                    |                    |  |  |                                   |                                   |                                   |
|  |                                |                                |                                |                        | 2 | 1                      |                        |                        |  |  |                    |                    |                    |  |  |                                   |                                   |                                   |
|  |                                | Millonarios                    | 2                              | 0                      |   |                        |                        |                        |  |  |                    |                    |                    |  |  |                                   |                                   |                                   |
|  | Real Cartagena                 | Millonarios                    | 2                              | 0                      | 1 | 2                      |                        |                        |  |  |                    |                    |                    |  |  |                                   |                                   |                                   |
|  | Real Cartagena                 |                                |                                |                        | 1 | 2                      |                        |                        |  |  |                    |                    |                    |  |  |                                   |                                   |                                   |
|  | Atl. Bucaramanga               | 1                              | 0                              |                        |   |                        |                        |                        |  |  |                    |                    |                    |  |  |                                   |                                   |                                   |
|  | Atl. Bucaramanga               | 1                              | 0                              | Real Cartagena         | 3 | 2                      |                        |                        |  |  |                    |                    |                    |  |  |                                   |                                   |                                   |
|  |                                |                                |                                |                        | 3 | 2                      |                        |                        |  |  |                    |                    |                    |  |  |                                   |                                   |                                   |
|  |                                | Deportivo Cali                 | 2                              | 1                      |   |                        |                        |                        |  |  |                    |                    |                    |  |  |                                   |                                   |                                   |
|  | Deportivo Cali (p.)            | Deportivo Cali                 | 2                              | 1                      | 1 | 1 (3)                  |                        |                        |  |  |                    |                    |                    |  |  |                                   |                                   |                                   |
|  | Deportivo Cali (p.)            |                                |                                |                        | 1 | 1 (3)                  |                        |                        |  |  |                    |                    |                    |  |  |                                   |                                   |                                   |
|  | Unión Magdalena                | 1                              | 1 (2)                          |                        |   |                        |                        |                        |  |  |                    |                    |                    |  |  |                                   |                                   |                                   |
|  | Unión Magdalena                | 1                              | 1 (2)                          | Real Cartagena         | 1 | 2                      |                        |                        |  |  |                    |                    |                    |  |  |                                   |                                   |                                   |
|  |                                |                                |                                |                        | 1 | 2                      |                        |                        |  |  |                    |                    |                    |  |  |                                   |                                   |                                   |
|  |                                | Millonarios                    | 6                              | 0                      |   |                        |                        |                        |  |  |                    |                    |                    |  |  |                                   |                                   |                                   |
|  | Millonarios (p.)               | Millonarios                    | 6                              | 0                      | 0 | 2 (3)                  |                        |                        |  |  |                    |                    |                    |  |  |                                   |                                   |                                   |
|  | Millonarios (p.)               |                                |                                |                        | 0 | 2 (3)                  |                        |                        |  |  |                    |                    |                    |  |  |                                   |                                   |                                   |
|  | Junior                         | 2                              | 0 (0)                          |                        |   |                        |                        |                        |  |  |                    |                    |                    |  |  |                                   |                                   |                                   |
|  | Junior                         | 2                              | 0 (0)                          | Millonarios (p.)       | 3 | 1 (5)                  |                        |                        |  |  |                    |                    |                    |  |  |                                   |                                   |                                   |
|  |                                |                                |                                |                        | 3 | 1 (5)                  |                        |                        |  |  |                    |                    |                    |  |  |                                   |                                   |                                   |
|  |                                | Fortaleza                      | 1                              | 3 (4)                  |   |                        |                        |                        |  |  |                    |                    |                    |  |  |                                   |                                   |                                   |
|  | América de Cali                | Fortaleza                      | 1                              | 3 (4)                  | 0 | 1                      |                        |                        |  |  |                    |                    |                    |  |  |                                   |                                   |                                   |
|  | América de Cali                |                                |                                |                        | 0 | 1                      |                        |                        |  |  |                    |                    |                    |  |  |                                   |                                   |                                   |
|  | Fortaleza                      | 3                              | 2                              |                        |   |                        |                        |                        |  |  |                    |                    |                    |  |  |                                   |                                   |                                   |

- Nota: En cada llave, el equipo ubicado en la primera línea es el que ejerce la localía en el partido de vuelta.

### Octavos de final
| 14 de agosto de 2013, 19:45 | Deportivo Pasto | 0:3 (0:1) | Atlético Nacional         | Estadio Deptal. Libertad, Pasto |                         |
|                             |                 | Reporte   | Uribe 34' 46' · Calle 80' | Árbitro(s): John Ospina         | Árbitro(s): John Ospina |

| 4 de septiembre de 2013, 19:45 | Atlético Nacional | 1:0 (0:0) | Deportivo Pasto | Estadio Atanasio Girardot, Medellín |                           |
|                                | Ángel 84'         | Reporte   |                 | Árbitro(s): Edilson Ariza           | Árbitro(s): Edilson Ariza |

| 8 de agosto de 2013, 19:45 | Independiente Medellín | 0:2 (0:1) | Deportes Quindío              | Estadio Atanasio Girardot, Medellín |                          |
|                            |                        | Reporte   | Santoya 34' · Meza 53' (pen.) | Árbitro(s): Jorge Duarte            | Árbitro(s): Jorge Duarte |

| 14 de agosto de 2013, 15:30 | Deportes Quindío | 1:1 (1:1) | Independiente Medellín | Estadio Centenario, Armenia |                            |
|                             | Vela 36'         | Reporte   | Pérez 38'              | Árbitro(s): Cesar Carrillo  | Árbitro(s): Cesar Carrillo |

| 7 de agosto de 2013, 15:15 | Deportes Tolima                   | 2:1 (1:1) | Boyacá Chicó | Estadio Manuel Murillo Toro, Ibagué |                             |
|                            | López 4' · Del Valle 90+1' (pen.) | Reporte   | Pérez 24'    | Árbitro(s): Nolberto Ararat         | Árbitro(s): Nolberto Ararat |

| 14 de agosto de 2013, 19:45 | Boyacá Chicó                 | 2:2     | Deportes Tolima                  | Estadio La Independencia, Tunja |                          |
|                             | Móvil 55' (pen.) · Pérez 77' | Reporte | Mauricio Mendoza 29' · Chará 62' | Árbitro(s): Andrés Rojas        | Árbitro(s): Andrés Rojas |

| 13 de agosto de 2013, 19:45 | Santa Fe | 0:0     | Alianza Petrolera | Estadio El Campín, Bogotá |                           |
|                             |          | Reporte |                   | Árbitro(s): Mario Herrera | Árbitro(s): Mario Herrera |

| 4 de septiembre de 2013, 15:30 | Alianza Petrolera                             | 2:2 (1:2) (5:4 p.)         | Santa Fe                                        | Estadio Álvaro Gómez, Floridablanca |                           |
|                                | Aguilar 39' · Alba 62' (pen.)                 | Reporte                    | González 12' · Cuero 28'                        | Árbitro(s): Nicolás Gallo           | Árbitro(s): Nicolás Gallo |
|                                |                                               | Tiros desde el punto penal |                                                 |                                     |                           |
|                                | Alba · Ávila · Rodríguez · Palomeque · Arango |                            | Pérez · Valencia · Micolta · González · Anchico |                                     |                           |

| 7 de agosto de 2013, 15:00 | Atlético Bucaramanga | 1:1 (1:1) | Real Cartagena | Polideportivo de Comfenalco, Floridablanca |                             |
|                            | Sarmiento 42'        | Reporte   | Cano 28'       | Árbitro(s): Giovanny Guzmán                | Árbitro(s): Giovanny Guzmán |

| 15 de agosto de 2013, 19:45 | Real Cartagena         | 2:0 (1:0) | Atlético Bucaramanga | Estadio Jaime Morón, Cartagena |                          |
|                             | Mena 38' · Cabrera 58' | Reporte   |                      | Árbitro(s): Eder Vergara       | Árbitro(s): Eder Vergara |

| 7 de agosto de 2013, 15:00 | Unión Magdalena    | 1:1 (0:0) | Deportivo Cali | Est. Federico Serrano, Santa Marta |                            |
|                            | Murillo 67' (pen.) | Reporte   | Vidal 65'      | Árbitro(s): Leonardo Lavit         | Árbitro(s): Leonardo Lavit |

| 14 de agosto de 2013, 15:00 | Deportivo Cali                                           | 1:1 (1:1) (3:2 p.)         | Unión Magdalena                                             | Estadio Pascual Guerrero, Cali |                              |
|                             | Marín 14'                                                | Reporte                    | Villarreal 34' (pen.)                                       | Árbitro(s): Leonard Mosquera   | Árbitro(s): Leonard Mosquera |
|                             |                                                          | Tiros desde el punto penal |                                                             |                                |                              |
|                             | Marín · Mojica · Candelo · M. Murillo · Rivas · Calderón |                            | Villarreal · H. Murillo · Angulo · Aguirre · Parra · Arnedo |                                |                              |

| 7 de agosto de 2013, 18:00 | Junior        | 2:0 (1:0) | Millonarios | Estadio Metropolitano, Barranquilla |                              |
|                            | Toloza 1' 46' | Reporte   |             | Árbitro(s): Weimar Hernández        | Árbitro(s): Weimar Hernández |

| 14 de agosto de 2013, 19:45 | Millonarios                          | 2:0 (0:0) (3:0 p.)         | Junior                 | Estadio El Campín, Bogotá |                           |
|                             | D. Moreno 50' · E. Moreno 71' (pen.) | Reporte                    |                        | Árbitro(s): Edilson Ariza | Árbitro(s): Edilson Ariza |
|                             |                                      | Tiros desde el punto penal |                        |                           |                           |
|                             | E. Moreno · D. Moreno · Blanco       |                            | Ruiz · Vanegas · Celis |                           |                           |

| 8 de agosto de 2013, 19:45 | Fortaleza                        | 3:0 (3:0) | América de Cali | Estadio Los Zipas, Zipaquirá |                              |
|                            | Ramos 25' · Moya 31' · Muñoz 35' | Reporte   |                 | Árbitro(s): Leonard Mosquera | Árbitro(s): Leonard Mosquera |

| 15 de agosto de 2013, 19:45 | América de Cali | 1:2 (0:1) | Fortaleza               | Estadio Pascual Guerrero, Cali |                              |
|                             | Wander Luiz 79' | Reporte   | Ramos 14' · Gómez 90+2' | Árbitro(s): Weimar Hernández   | Árbitro(s): Weimar Hernández |

### Cuartos de final
| 11 de septiembre de 2013, 19:45 | Deportes Quindío | 0:1 (0:1) | Atlético Nacional | Estadio Centenario, Armenia |                          |
|                                 |                  | Reporte   | Duque 32'         | Árbitro(s): Luis Sánchez    | Árbitro(s): Luis Sánchez |

| 17 de septiembre de 2013, 19:45 | Atlético Nacional | 1:0 (0:0) | Deportes Quindío | Estadio Atanasio Girardot, Medellín |                         |
|                                 | Berrío 64'        | Reporte   |                  | Árbitro(s): Ervin Otero             | Árbitro(s): Ervin Otero |

| 11 de septiembre de 2013, 19:45 | Deportes Tolima                 | 2:1 (1:0) | Alianza Petrolera | Estadio Manuel Murillo Toro, Ibagué |                          |
|                                 | Mendoza 6' · Noguera 88' (pen.) | Reporte   | Machado 69'       | Árbitro(s): Adrián Vélez            | Árbitro(s): Adrián Vélez |

| 18 de septiembre de 2013, 15:15 | Alianza Petrolera                                   | 1:0 (0:0) (5:4 p.)         | Deportes Tolima                                             | Estadio Álvaro Gómez, Floridablanca |                              |
|                                 | Rodríguez 90'                                       | Reporte                    |                                                             | Árbitro(s): Fernando Camargo        | Árbitro(s): Fernando Camargo |
|                                 |                                                     | Tiros desde el punto penal |                                                             |                                     |                              |
|                                 | Alba · Ávila · Mora · Machado · Rodríguez · Salgado |                            | Banguero · Hurtado · del Valle · Otálvaro · Chará · Barrios |                                     |                              |

| 11 de septiembre de 2013, 18:00 | Deportivo Cali            | 2:3 (1:2) | Real Cartagena                    | Estadio Pascual Guerrero, Cali |                           |
|                                 | Candelo 20' · Camacho 60' | Reporte   | Mena 25' · Cano 27' · Cabrera 53' | Árbitro(s): Wilmar Roldán      | Árbitro(s): Wilmar Roldán |

| 18 de septiembre de 2013, 18:00 | Real Cartagena           | 2:1 (1:0) | Deportivo Cali | Estadio Jaime Morón, Cartagena |                          |
|                                 | Cabrera 39' · Mena 90+2' | Reporte   | Rivas 59'      | Árbitro(s): Carlos Anaya       | Árbitro(s): Carlos Anaya |

| 11 de septiembre de 2013, 19:45 | Fortaleza          | 1:3 (1:2) | Millonarios                                    | Estadio El Campín, Bogotá    |                              |
|                                 | Londoño 82' (pen.) | Reporte   | Rentería 8' (pen.) · Moreno 34' · Otálvaro 66' | Árbitro(s): Wilson Lamouroux | Árbitro(s): Wilson Lamouroux |

| 18 de septiembre de 2013, 19:45 | Millonarios                                             | 1:3 (0:2) (5:4 p.)         | Fortaleza                                              | Estadio El Campín, Bogotá   |                             |
|                                 | Rentería 66'                                            | Reporte                    | Solís 22' · Londoño 28' · García 62'                   | Árbitro(s): Álvaro Velandia | Árbitro(s): Álvaro Velandia |
|                                 |                                                         | Tiros desde el punto penal |                                                        |                             |                             |
|                                 | Rentería · Moreno · Robayo · Torres · Otálvaro · Zapata |                            | Jaramillo · Londoño · Rueda · Ortiz · Mosquera · Gómez |                             |                             |

### Semifinales
| 10 de octubre de 2013, 15:15 | Alianza Petrolera | 0:2 (0:1) | Atlético Nacional           | Estadio Álvaro Gómez, Floridablanca |                             |
|                              |                   | Reporte   | Ángel 3' · Uribe 54' (pen.) | Árbitro(s): Gustavo Murillo         | Árbitro(s): Gustavo Murillo |

| 16 de octubre de 2013, 19:45 | Atlético Nacional | 1:0 (0:0) | Alianza Petrolera | Estadio Atanasio Girardot, Medellín |                              |
|                              | Pajoy 82' (pen.)  | Reporte   |                   | Árbitro(s): Fernando Camargo        | Árbitro(s): Fernando Camargo |

| 13 de octubre de 2013, 15:15 | Millonarios                                            | 6:1 (3:1) | Real Cartagena | Estadio El Campín, Bogotá |                           |
|                              | D. Moreno 15' 39' 73' · E. Moreno 22' 69' · Robayo 80' | Reporte   | Echeverry 17'  | Árbitro(s): Nicolás Gallo | Árbitro(s): Nicolás Gallo |

| 16 de octubre de 2013, 19:45 | Real Cartagena      | 2:0 (1:0) | Millonarios | Estadio Jaime Morón, Cartagena |                         |
|                              | Mena 23' (pen.) 60' | Reporte   |             | Árbitro(s): Oscar Gómez        | Árbitro(s): Oscar Gómez |

### Final
| 13 de noviembre de 2013, 19:45 | Millonarios               | 2:2 (0:2) | Atlético Nacional        | Estadio El Campín, Bogotá |                          |
|                                | Torres 60' · Asprilla 76' | Reporte   | Cárdenas 17' · Duque 45' | Árbitro(s): Luis Sánchez  | Árbitro(s): Luis Sánchez |

| 17 de noviembre de 2013, 17:15 | Atlético Nacional | 1:0 (1:0) | Millonarios | Estadio Atanasio Girardot, Medellín |                          |
|                                | Valencia 35'      | Reporte   |             | Árbitro(s): Ímer Machado            | Árbitro(s): Ímer Machado |

|                                      |
| Bandera de Colombia                  |
| Campeón Atlético Nacional 2.º título |

## Goleadores
| Jugador          | Equipos                     | Goles |
| ---------------- | --------------------------- | ----- |
| Yorleys Mena     | Real Cartagena              | 14    |
| Wason Rentería   | Millonarios                 | 7     |
| Dayro Moreno     | Millonarios (5), Junior (1) | 6     |
| Stewart García   | América de Cali             | 6     |
| Fernando Uribe   | Atlético Nacional           | 6     |
| Anderson Plata   | Deportivo Pereira           | 5     |
| Charles Monsalvo | Deportes Tolima             | 5     |
| Erik Moreno      | Millonarios                 | 5     |
| Martín Arzuaga   | América de Cali             | 5     |
| Yesus Cabrera    | Real Cartagena              | 5     |
| Yuber Asprilla   | Millonarios                 | 5     |
| Jefferson Duque  | Atlético Nacional           | 5     |

## Estadísticas generales
| Pos. | Equipos                | PJ | PG | PE | PP | GF | GC | Dif. | Pts. | Rend. |
| ---- | ---------------------- | -- | -- | -- | -- | -- | -- | ---- | ---- | ----- |
| 1.   | Atlético Nacional      | 18 | 13 | 2  | 3  | 30 | 11 | 19   | 41   | 75,9% |
| 2.   | Millonarios            | 18 | 8  | 6  | 4  | 35 | 22 | 13   | 30   | 55,6% |
| 3.   | Real Cartagena         | 16 | 10 | 4  | 2  | 33 | 19 | 14   | 34   | 70,8% |
| 4.   | Alianza Petrolera      | 16 | 6  | 4  | 6  | 20 | 16 | 4    | 22   | 45,8% |
| 5.   | Fortaleza              | 14 | 7  | 3  | 4  | 20 | 14 | 6    | 24   | 57,1% |
| 6.   | Deportes Quindío       | 14 | 5  | 7  | 2  | 20 | 14 | 6    | 22   | 52,4% |
| 7.   | Deportes Tolima        | 14 | 6  | 4  | 4  | 24 | 23 | 1    | 22   | 52,4% |
| 8.   | Deportivo Cali         | 14 | 4  | 7  | 3  | 17 | 13 | 4    | 19   | 45,2% |
| 9.   | Junior                 | 12 | 5  | 6  | 1  | 19 | 8  | 11   | 21   | 58,3% |
| 10.  | Unión Magdalena        | 12 | 5  | 6  | 1  | 19 | 16 | 3    | 21   | 58,3% |
| 11.  | Boyacá Chicó           | 12 | 5  | 4  | 3  | 18 | 14 | 4    | 19   | 52,8% |
| 12.  | Atlético Bucaramanga   | 12 | 5  | 3  | 4  | 14 | 14 | 0    | 18   | 50%   |
| 13.  | Santa Fe               | 12 | 3  | 8  | 1  | 12 | 10 | 2    | 17   | 47,2% |
| 14.  | Independiente Medellín | 12 | 4  | 4  | 4  | 13 | 15 | -2   | 16   | 44,4% |
| 15.  | América de Cali        | 12 | 4  | 3  | 5  | 10 | 11 | -1   | 15   | 41,7% |
| 16.  | Deportivo Pasto        | 12 | 4  | 3  | 5  | 7  | 11 | -4   | 15   | 41,7% |
| 17.  | Llaneros               | 10 | 4  | 3  | 3  | 9  | 11 | -2   | 15   | 50%   |
| 18.  | Deportivo Pereira      | 10 | 3  | 5  | 2  | 15 | 11 | 4    | 14   | 46,7% |
| 19.  | Deportivo Rionegro     | 10 | 3  | 5  | 2  | 10 | 9  | 1    | 14   | 46,7% |
| 20.  | Expreso Rojo           | 10 | 4  | 2  | 4  | 10 | 12 | -2   | 14   | 46,7% |
| 21.  | Itagüí F.C.            | 10 | 4  | 2  | 4  | 8  | 11 | -3   | 14   | 46,7% |
| 22.  | Cúcuta Deportivo       | 10 | 4  | 1  | 5  | 10 | 18 | -8   | 13   | 43,3% |
| 23.  | Patriotas              | 10 | 3  | 3  | 4  | 10 | 9  | 1    | 12   | 40%   |
| 24.  | La Equidad             | 10 | 3  | 3  | 4  | 9  | 9  | 0    | 12   | 40%   |
| 25.  | Once Caldas            | 10 | 3  | 3  | 4  | 16 | 17 | -1   | 12   | 40%   |
| 26.  | Depor Aguablanca       | 10 | 3  | 3  | 4  | 9  | 13 | -4   | 12   | 40%   |
| 27.  | Cortuluá               | 10 | 1  | 8  | 1  | 9  | 7  | 2    | 11   | 36,7% |
| 28.  | Envigado F. C.         | 10 | 2  | 4  | 4  | 9  | 11 | -2   | 10   | 33,3% |
| 29.  | Uniautónoma            | 10 | 2  | 3  | 5  | 13 | 16 | -3   | 9    | 30%   |
| 30.  | Jaguares               | 10 | 1  | 5  | 4  | 9  | 14 | -5   | 8    | 26,7% |
| 31.  | Real Santander         | 10 | 2  | 1  | 7  | 8  | 15 | -7   | 7    | 23,3% |
| 32.  | Universitario          | 10 | 1  | 4  | 5  | 8  | 15 | -7   | 7    | 23,3% |
| 33.  | Valledupar F. C.       | 10 | 1  | 4  | 5  | 6  | 19 | -13  | 7    | 23,3% |
| 34.  | Atlético Huila         | 10 | 1  | 2  | 7  | 7  | 18 | -11  | 5    | 16,7% |
| 35.  | Barranquilla F. C.     | 10 | 0  | 4  | 6  | 6  | 17 | -11  | 4    | 13,3% |
| 36.  | Bogotá F. C.           | 10 | 0  | 3  | 7  | 8  | 17 | -9   | 3    | 10%   |

|  |                                |
|  | Campeón.                       |
|  | Subcampeón.                    |
|  | Eliminados en semifinales.     |
|  | Eliminado en cuartos de final. |
|  | Eliminado en octavos de final. |
|  | Eliminado en fase de grupos.   |